# Open Gaz de France 2008
Open Gaz de France 2008 - жіночий тенісний турнір, що проходив у Парижі (Франція). Належав до турнірів 2-ї категорії в рамках Туру WTA 2008. Тривав з 4 до 10 лютого 2008 року.
Сукупний призовий фонд становив US$600,000. Переможниця в одиночному розряді отримала $95,500, а фіналістка - $51,000. Переможниці змагань у парному розряді отримали $30,000.

## Фінальна частина

### Одиночний розряд
Анна Чакветадзе —   Агнеш Савай 6–3, 2–6, 6–2
- Для Чакветадзе це був перший титул за сезон, і 7-й — за кар'єру.

### Парний розряд
Альона Бондаренко /  Катерина Бондаренко —  Ева Грдінова /  Владіміра Угліржова 6–1, 6–4